# Rutka-Tartak (gmina)
Rutka-Tartak est une gmina rurale du powiat de Suwałki, Podlachie, dans le nord-est de la Pologne, sur la frontière avec la Lituanie. Son siège est le village de Rutka-Tartak, qui se situe environ 28 km au nord de Suwałki et 136 km au nord de la capitale régionale Białystok.
La gmina couvre une superficie de 92,32 km2 pour une population de 2 287 habitants.

## Géographie
La gmina inclut les villages de Baranowo, Bondziszki, Ejszeryszki, Folusz, Ignatowizna, Jałowo, Jasionowo, Jodoziory, Kadaryszki, Kleszczówek, Krejwiany, Kupowo, Lizdejki, Michałówka, Olszanka, Pobondzie, Polimonie, Postawele, Poszeszupie, Poszeszupie-Folwark, Potopy, Rowele, Rutka-Tartak, Sikorowizna, Smolnica, Smolniki, Trzcianka et Wierzbiszki.
La gmina borde les gminy de Jeleniewo, Szypliszki et Wiżajny. Elle est également frontalière de la Lituanie.